# Форфар Атлетік
«Форфар Атлетік» (шотл. Farfar Athletic Fitbaa Club) — професійний шотландський футбольний клуб з міста Форфар. Виступає у Першій лізі як член Шотландської професійної футбольної ліги. Домашні матчі проводить на стадіоні «Стейшн Парк», який вміщує 6 777 глядачів.

## Історія
Футбольний клуб «Форфар Атлетік» було засновано в 1885 році. В 1921 році клуб вступив до Шотландської футбольної ліги, зайнявши за підсумками першого сезону 14-е місце у Другому дивізіоні. У другому дивізіоні «Форфар Атлетик» виступав аж до припинення першості на час Другої світової війни, провівши один сезон 1925-26 в третьому дивізіоні. Після війни клуб почав виступати в третьому дивізіоні, але незабаром знову піднявся в другий. Найбільш вдалим сезоном в історії клубу став сезон 1985-86, коли йому не вистачило лише одного очка для виходу до вищого дивізіону Шотландії.